# Seventh Avenue
Seventh Avenue war eine christliche Metal-Band aus Wolfsburg, Deutschland.

## Geschichte

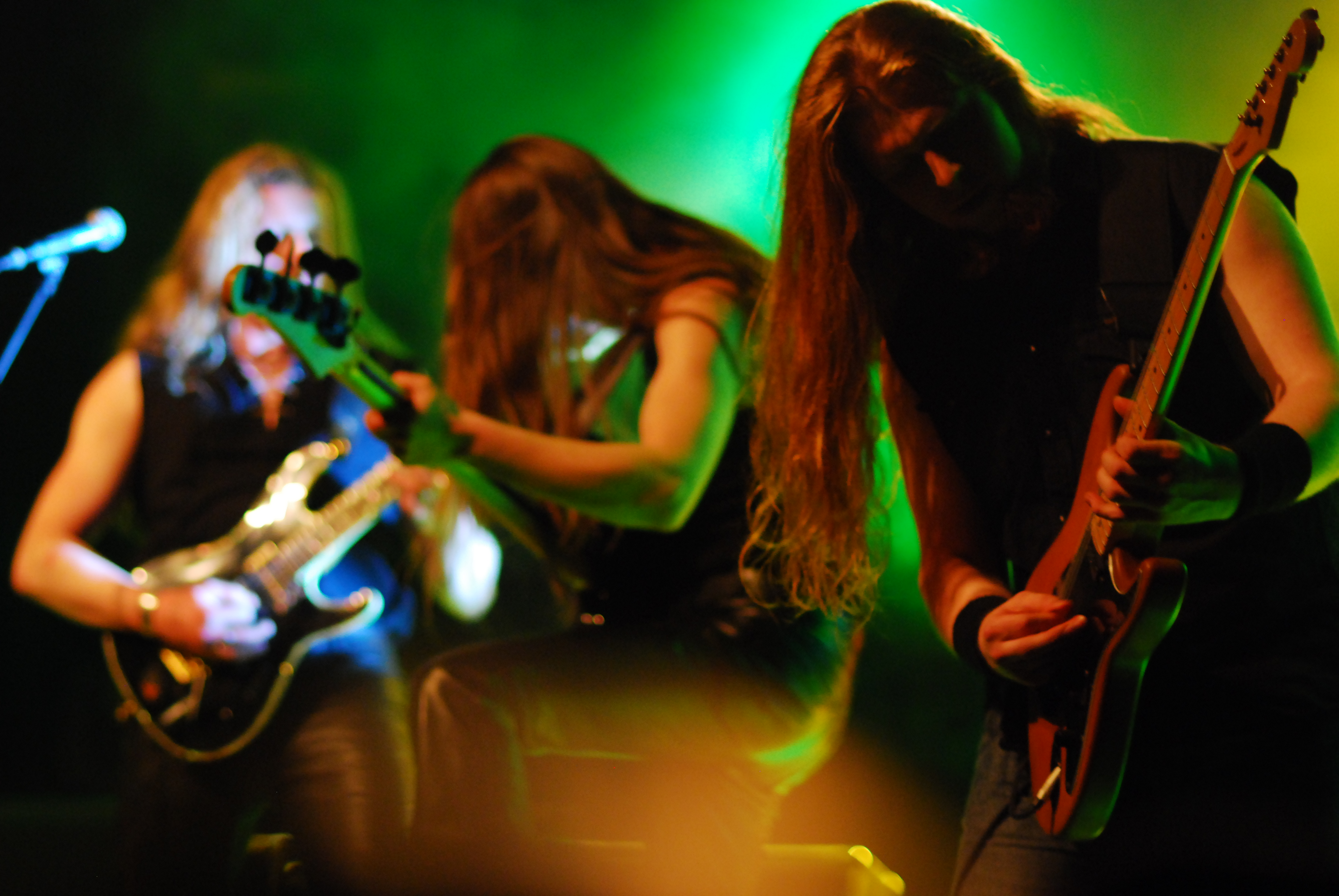
Gitarrist Kai Mühlenbruch (rechts)

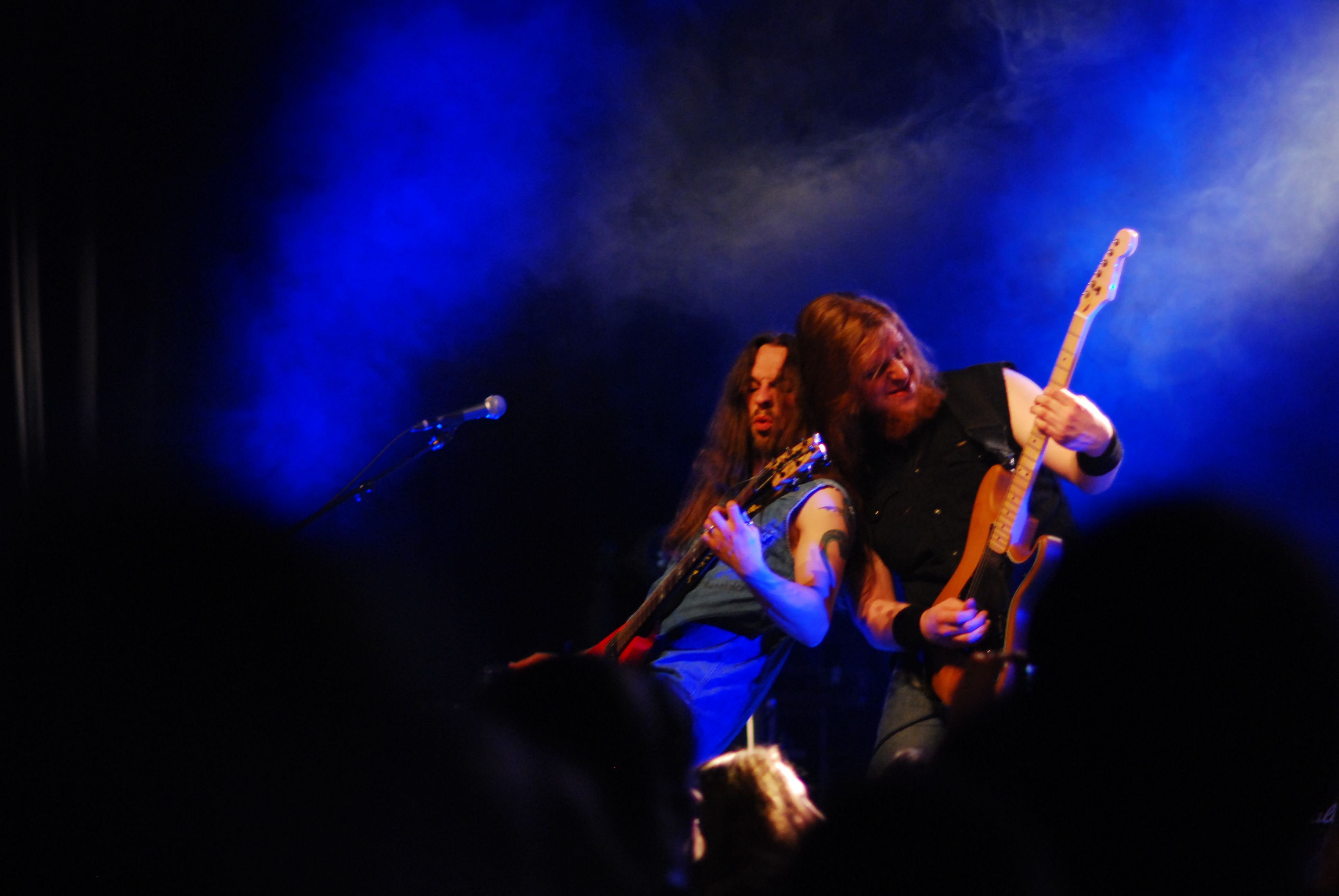
Gitarrist Florian Gottsleben (links) und Gitarrist Kai Mühlenbruch (rechts)

Im Jahre 1989 begannen ein paar Teenager, inspiriert von Heavy-Metal-Bands, selber Musik zu machen. Ihre CD wurde von einem kleinen Label veröffentlicht.
Zwei Jahre später verließ der Sänger Joachim Klauenberg die Band und der damals erst siebzehnjährige Gitarrist Herbie Langhans nahm den Platz als Sänger ein. Wegen des Wechsels fing die Band an, sich Gedanken über einen neuen Namen zu machen. Mit „Seventh Avenue“ waren alle einverstanden.
1993 veröffentlichten sie ihr erstes Demo, First Strike. Das Demo wurde weitaus erfolgreicher als erwartet, deshalb folgten viele Livekonzerte.
Ein Jahr später planten sie, ihr neues Album Rainbowland aufzunehmen, doch wegen bandinterner Krisen verzögerte es sich. Der zweite Gitarrist verließ plötzlich die Band, daher musste Herbie beide Gitarren spielen. Nach einigen Monaten wurde das Album dennoch veröffentlicht.
1996 unterschrieb die Band einen Vertrag über zwei CDs bei Treasure Hunt Records. Sofort begannen sie mit der Aufnahme für ihr nächstes Album Tales of Tales, mit welchem sie es auf den 18. Platz der japanischen Heavy-Metal-Charts schafften.
1997 verließ der Schlagzeuger Louis Schock die Band und Mike Pflüger nahm seinen Platz ein. Andi Gutjahr wurde als Gastmusiker für das Album Southgate eingespannt, das 1998 erschien. 1999 verließ auch William Hieb die Band. So standen Herbie und Mike alleine da, jedoch fanden sie nach kurzer Zeit wieder einen Bassisten und jemanden für die zweite Gitarre: Geronimo Stade und Florian Gottsleben. Nicht lange nach der Einspielung folgten einige Konzerte. Da in Brasilien die Nachfrage nach der Band sehr groß war, kaufte das Label Megahard Records die Lizenzrechte für Südamerika an den CDs, so dass sie die Alben direkt in Brasilien pressten.
Ende 2001 begannen die Aufnahmen für das Album Between the Worlds. Im September 2002 brach die Band zu einer Brasilientournee auf, die von Metal Concerts und Megahard Records organisiert wurde. Zurück in Deutschland unterschrieb Seventh Avenue noch einen Vertrag mit dem Label Massacre Records, bei dem sie 2003 das Album Between the Worlds und 2004 Eternals veröffentlichten. Der Bassist Geronimo Stade verließ 2004 die Band und Markus Beck übernahm seine Stelle.
Das Album Terium ist am 28. März 2008 bei Massacre Records erschienen. Es handelte sich dabei um ein Konzeptalbum. 2009 erschien das Album Southgate von 1998 als Neuauflage bei Ulterium Records.
Die Band gab im September 2012 ihre Auflösung bekannt.
Im Frühjahr 2015 gründete Herbie Langhans mit einem Teil der ehemaligen Seventh-Avenue-Besetzung den Quasi-Nachfolger Radiant.

## Musikstil und Bedeutung
Seventh Avenue spielte europäischen Heavy- bzw. Power-Metal, der sich mit den deutschen Bands Helloween, Rage oder Gamma Ray vergleichen lässt. Melodischer Gesang sowie genretypische Gitarrenriffs waren dominant. Die Texte orientierten sich am christlichen White Metal, ohne die damit verbundene Glam-Rock-Attitüde umzusetzen.
Wie viele andere christliche Metal-Bands feierte Seventh Avenue ihre größten Erfolge in Südamerika und Asien.

## Diskografie
- 1995: Rainbowland (Megahard)
- 1995: Children
- 1996: Tales of Tales (ATM)
- 1998: Southgate (Treasure Hunt; 2009 Ulterium Records)
- 1999: Goodbye (Megahard)
- 2003: Between the Worlds (Massacre Records)
- 2004: Eternals (Massacre Records)
- 2008: Terium (Massacre Records)